# 衛星デジタル音楽放送
衛星デジタル音楽放送株式会社（えいせいデジタルおんがくほうそう、英文社名:Satellite Digital Audio Broadcasting Co., Ltd. 略称:SDAB）は、かつて存在した日本の放送事業者・委託放送事業者。
1991年より世界初の衛星放送によるデジタルラジオ放送局「セント・ギガ（St.GIGA）」を運営していたが、巨額の累積赤字を抱えるなど経営状態は良くなく2001年に民事再生法を申請して経営破綻し、2003年に当時の親会社ワイヤービーに吸収合併され消滅した。
1995年から2000年にはデジタルラジオ放送とともに、スーパーファミコン用周辺機器サテラビューを端末とした衛星データ放送も実施した。

## 沿革
1984年、キー局を母体としない民間資本で創業した日本初のBS民放局である日本衛星放送（略称:JSB・局名:WOWOW）は、当初からゆり3号aに割り当てられたBSアナログ3chのPCM独立音声帯域を合わせたBモード音声の放送（将来的にはハイビジョン放送）を目論んでいた。しかし、マスメディア集中排除原則によりPCM独立音声帯域の所有が不可能であったため、1989年9月「PCM独立音声帯域を有効活用して、JASRACと放送事業者の間で行われてきたブランケット方式による二次使用料の分配ではなく、デジタルデータによる詳細な放送実績に基づく二次使用料を音楽著作権者に分配する衛星デジタル音楽放送を実現しよう」と郵政省（当時）放送行政局が所管する財団法人放送音楽文化振興会（略称BMC、東京都港区北青山3-5-9 中央珈琲ビル5階・6階）が名乗りを上げた。
BMCは、マザーエンタープライズ当時社長の福田信が理事長を務めていた他、キティエンタープライズの多賀英典が副理事長、衆議院議員新井将敬の公設第一秘書を務め、その後情報センター出版局の代表取締役になる田村隆英が専務理事を務めていた。
BMCの事務局には新井将敬事務所から、田辺治（その後、SARC・財団法人衛星放送セキュリティセンター専務理事）と伊藤恵（その後、木村太郎氏が理事長を務めたJCBA・全国コミュニティ放送協議会事務局長）の2名が出向していた他、キティレコードから増田弘道（その後、株式会社マッドハウス代表取締役・アニメ産業研究家）、「β-VHS戦争」に敗れ、DATで起死回生を目指すアイワ株式会社から大崎徹哉（その後、SMN・特定非営利活動法人学校マルチメディアネットワーク支援センター理事長で音楽甲子園、映画甲子園、アニメ甲子園主宰）らが出向していたが、衛星デジタル音楽放送プロジェクトを担当したのは、田辺治（株主交渉担当）と大崎徹哉（放送免許申請担当）の2名だった。
1989年9月から1990年3月の間、田辺と大崎は青山通りに面する中央珈琲ビルの６階事務所でシュレッダーを掛けた紙を詰めた70ℓのビニール袋をマット替わりに寝起きする日々を送り、10億円に上る出資金を集めることと放送免許の取得に成功した。この間、福田信は放送局の社屋探しと人材集めに忙殺された。社屋探しでは、「港区からの送信」にこだわった福田がJSBの事業計画に連動する形で作成された事業計画書と首っ引きになり、物件の面積、坪単価との整合をとった末に「港区からの送信」を断念し、キラー通り（外苑西通り）に面したフルークス外苑ビル（渋谷区 神宮前 2 -  4 - 12）の1階、地下1階をSDABの本拠地に定めた。
人材集めは、世界初となるデジタル有料放送局の運営を担える人材を求めるという点で困難を極めたが、福田の交友関係の幅広さと人望が奏功し、三井物産で衛星放送事業の新規参入を担当していた田中聡（その後、αステーション・株式会社エフエム京都代表取締役専務）、日本初の民間通信衛星JCSAT-1の打ち上げに成功とした伊藤忠商事から広瀬哲夫、J－WAVEを創り上げた横井宏ら錚々たる人材を経営陣に迎え入れた。
放送免許の取得に際し、福田はトレードマークにしていた髭を剃り、BMCの理事長とマザーエンタープライズの社長を退任して創設した衛星デジタル音楽放送株式会社の代表取締役に専従することとなった。BMCの後任理事長には多賀英典、マザーエンタープライズの後任社長には佐藤庄平がそれぞれ就任した。
BMCのプロジェクトとしてスタートしたSDAB衛星デジタル音楽放送株式会社は1990年4月2日に設立された。日本興業銀行が出資（監査役を派遣）した他、マザーエンタープライズ系の音楽出版社グランドマザー・ミュージックビジョン、福武書店、伊藤忠商事、三井物産、J-WAVE、日本音楽制作者連盟加盟の芸能プロダクション、レコード会社ら非映像メディア企業と、JSBが出資した。
1991年3月30日には「セント・ギガ（St.GIGA）」の局名で、BS3chのデジタル音声帯域をJSBから借用した「独立音声放送」にて、世界初の衛星放送によるデジタルラジオ放送局を開局。J-WAVE出身の横井宏・桶谷裕治・瀬川順一・野川和夫・星野精一らが番組構成を担当した。会社実務は、福田信が「ヤンエグ」と呼んだ若いマネージャーたち、田辺治・薬師寺文佳・林田英治・小林智由・鳥原孝二・大崎徹哉・真田佳明・山川哲生らが誕生したばかりの放送局のために奔走した。同年9月1日からは、WOWOWの受信環境（BSチューナー・JSBデコーダー）を有する世帯を対象に月600円を徴収する有料放送を開始し、同年10月1日に放送衛星が後継機のゆり3号bとなった関係でBS5chに変更された。クラシック音楽など一部番組は独立音声放送を休止する代わりに帯域を拡張した高音質放送「Bモード」にて放送された。Bモード放送はJSBとの共同番組として実施され、セント・ギガ単独加入でも番組を聴取することができた。
CMを放送せず広告収入が無かったため、料金収入は著しく低調で、1992年には初期投資とトランスポンダ使用料などで40億円以上の累積債務を抱えて債務超過となり、福田・J-WAVEらが増資を行うも抜本的な収支改善には至らず、早くも危機的状況へ陥っていた。

### 任天堂の出資
1993年3月、BSデータ放送技術に目を付けた任天堂が子会社「任天堂ギガ」を設立しSDABに出資、筆頭株主として経営参画したことで財務基盤が安定し、経営危機を脱することになる。1994年11月に実施した20億円の5回目第三者割当増資により、日本合同ファイナンス、任天堂本社、スクウェア及びエニックスらが新たに資本参画した。
1995年3月にはセント・ギガのデジタル放送帯域を使用した任天堂のコンテンツ供給プランが認可を受け、SDABに対し衛星データ放送免許を交付。1995年4月23日に任天堂のスーパーファミコン周辺機器・サテラビューを受信端末とした「セント・ギガ衛星データ放送 スーパーファミコンアワー」が開始された。1996年2月には本社・スタジオ・送信所を設立時の東京都渋谷区神宮前のビルから、台東区浅草橋にあった任天堂東京ビルに移転した。
「スーパーファミコンアワー」開始後、データ放送や音声連動番組によるスポンサー料収入からSDABは黒字経営を果たすようになるが、データ連動番組を除く従来のラジオ放送はCM無しの姿勢を崩さず聴取料も値上げしなかったため、80億円以上に膨れ上がった累積赤字の解消には遠く及ばなかった。
1996年6月26日、任天堂は野村総合研究所、マイクロソフト株式会社と共同で、セント・ギガのデータ放送とインターネット（MSN）を融合させたMicrosoft Windows PC向けの情報サービスを提供する計画を発表したが、1997年12月23日に計画を白紙撤回。
それから約1か月後の1998年1月27日に、任天堂は同郷の京セラと共同でSDABを通じたBSデジタル放送によるテレビ放送参入を発表。両社はBSデジタル放送の免許を受け次第、SDABが資本金60億円の8割減資後、任天堂と京セラによる120億円を含む総額200億円の増資を実施し、SDABの累積債務を解消させる旨を併せて説明した。その後、元大蔵省官僚で1997年に京セラに天下りした中島義雄と同じく任天堂に天下りした山口公生がSDABの役員に送り込まれ、創業者の福田信が経営から退いた。

### 任天堂の撤退
1998年8月上旬、SDABは郵政省のBSデジタル放送の委託放送事業者公募に申請した。しかし、SDABの累積債務解消に必要とされた資本金60億円の8割減資を、福田ら旧経営陣を中心とした30%強の既存株主50数名が反対すると記した内容証明郵便が7月に任天堂へ送付される事態が発生。減資が困難となり任天堂と京セラによる資本増強策が崩れ、8月21日に任天堂と京セラはBSデジタル放送事業への参入断念を発表。テレビ放送の免許申請を取り下げる事態となった。
これに伴い、任天堂は1999年4月3日をもって「スーパーファミコンアワー」の番組スポンサーから撤退。1999年6月にはSDABに対する出資と出向役員・社員を引き揚げる懲罰行動に動き、SDABも本社・送信所を任天堂東京ビルから撤収し、赤坂のマンションに移転した。任天堂撤退後の資本はマザーエンタープライズ、ベネッセ、スクウェアが引き受けた。「スーパーファミコンアワー」は「セント・ギガ衛星データ放送」に改称し、既存ゲームとデジタルマガジンの再放送のみとなりつつもSDABの単独運営で継続されたが、新規スポンサーの獲得ができず放送継続が困難となったとして、2000年6月30日午後11時をもって放送を終了した。
BSデジタル放送においては新規に音声放送4番組を申請したが認可されず、BSアナログ放送とのサイマル放送用となる音声放送1番組とデータ放送の帯域のみ確保された。

### 末期
1999年にセント・ギガ番組編成上の中心人物であった横井宏・桶谷裕治が相次いで死去。
2000年12月1日よりBSデジタル放送の開始に伴い、BSアナログ5chの独立音声放送に加え、BSデジタルラジオ333chでのラジオ放送を開始した。
しかしながら、BSデジタルラジオの参入に伴う設備投資負担と任天堂の資本撤退による脆弱な財務基盤、加入者の低迷から、2001年7月25日に民事再生法適用を申請。BSデジタル放送の委託放送事業者として初めて倒産した。
その後、再生計画にもとづき2000年設立のベンチャー企業・株式会社ワイヤービーの子会社となり、2002年6月4日民事再生手続終結決定。2003年3月31日付をもってワイヤービーに吸収合併され消滅。同日、日本民間放送連盟を退会した。以降、ワイヤービーの衛星音楽放送事業部門がチャンネル名を「クラブコスモ」に改称し放送を継続したが、同年10月1日、同部門の営業権および無線局免許は別会社のWorld Independent Networks Japan株式会社（WINJ）に譲渡された。ワイヤービーは譲渡の直後10月15日に破産、2004年9月24日に破産廃止となり法人解散。
最終的にはWINJも2006年11月より放送を休止し、その後も再開のめどが立たなかったため、2007年11月14日付けで総務省より委託放送事業者の指定が取り消され、2011年10月1日に放送大学がBSデジタルラジオを開始するまで、St.GIGA時代から続く放送衛星を用いたラジオ放送の歴史にはいったん終止符が打たれた。
創業メンバーの田中聡はSDABからエフエム京都（α-STATION）に転じ、最終的には同社代表取締役専務、京都造形芸術大学・京都精華大学非常勤講師などを務めたが、2008年1月10日に心不全で死去した。